# Mike Angelidis
Michael "Mike" Angelidis, född 27 juni 1985, är en kanadensisk professionell ishockeyspelare som spelar för Tampa Bay Lightning i NHL.
Han blev aldrig draftad av något lag.